# Florida Championship Wrestling
Florida Championship Wrestling (FCW) war eine professionelle Wrestling-Promotion mit Sitz in Tampa, Florida. Sie basierte auf der Promotion Championship Wrestling from Florida. Zwischen 2008 und 2012 war sie die einzige Entwicklungs-Liga der WWE. Im August 2012 löste die WWE die FCW auf, und die WWE NXT, die man auch als FCW bezeichnen könnte, ersetzte Florida Championship Wrestling.

## Geschichte
Die FCW wurde am 26. Juni 2007 von Steve Keirn gegründet. Sie war die zweite Entwicklungs-Liga der WWE nach Deep South Wrestling. Ab 2008 war es die einzige Entwicklungs-Promotion der WWE, nachdem sie Ohio Valley Wrestling einstellten.
Die Debüt-Show fand am 26. Juni 2007 im Dallas Bull in Tampa, Florida statt. Dort wurde ein 21-Mann-Battle Royal abgehalten, wodurch der erste FCW Southern Heavyweight Champion gekrönt wurde. Im darauffolgenden Jahr wurde die Florida Heavyweight Championship eingeführt. Jake Hager wurde erster Titelträger, nachdem er eine Battle Royal gewann und anschließend Ted DiBiase Jr. besiegte. Die Florida Tag Team Championship wurde auch im Februar vorgestellt. Die ersten Titelträger waren die Puerto Rican Nightmares (Eddie Colón und Eric Pérez), die Steven Lewington und Heath Miller im Finale besiegten.
Am 7. Juli 2008 bestätigte WWE, dass die FCW auf der ehemaligen unabhängigen Promotion Championship Wrestling from Florida basiert, die zwischen 1961 und 1987 betrieben wurde.
Am 20. März 2012 wurde berichtet, dass die WWE den Betrieb der FCW einstellen will. Später wurde diese Aussage von Steve Keirn, WWE Superstars und dem Executive Vice President of Talent and Live Events, Triple H widerlegt. Jedoch löste die WWE die FCW im August 2012 doch auf.

## Titel
| Titel                                 | erster Titelträger          | Letzter Titelträger         | Eingeführt       | Eingestellt     |
| ------------------------------------- | --------------------------- | --------------------------- | ---------------- | --------------- |
| FCW Florida Heavyweight Championship  | Jake Hager                  | Richie Steamboat            | 15. Februar 2008 | 14. August 2012 |
| FCW Southern Heavyweight Championship | Harry Smith                 | Jake Hager                  | 26. Juni 2007    | 22. März 2008   |
| FCW Florida Tag Team Championship     | The Puerto Rican Nightmares | Rick Victor und Brad Maddox | 23. Februar 2008 | 14. August 2012 |
| FCW Divas Championship                | Naomi Knight                | Titel vakant                | 10. Juni 2010    | 14. August 2012 |
| Queen of FCW                          | Angela Fong                 | Raquel Diaz                 | 5. Februar 2009  | 15. März 2012   |
| FCW 15 Championship                   | Seth Rollins                | Brad Maddox                 | 13. Januar 2011  | 14, August 2012 |